# غبار نور
غبار نور نام یک مجموعهٔ تلویزیونی ایرانی به کارگردانی «محمدرضا اصلانی» است که در سال ۱۳۷۵ تولید و در سال ۱۳۷۸ از شبکه ۱ سیمای جمهوری اسلامی ایران پخش گردید.

## خلاصه داستان
یک دانشجوی فلسفه به نام «امین» برای دیدار خانواده‌اش راهی ایران می‌شود؛ اما در برخورد با فرهنگ و سنت ایرانی، دچار مشکل می‌شود.

## بازیگران و عوامل تولید

### بازیگران
- اسماعیل جنتی
- نیکو خردمند
- مهتاج نجومی
- فهیمه راستکار
- هوشنگ قوانلو[۲]
- بهناز جعفری
- پوپک گلدره
- اقدس مبصری
- پیمان میسر
- علی اکبری
- آتوسا رجبی
- عزیزالله هنرآموز
- پیمان بدخشان

### عوامل تولید
- کارگردان: محمدرضا اصلانی
- نویسنده: فروغ کاخ‌ساز، محمدرضا اصلانی
- تصویربردار: مرتضی پورصمدی[۳]
- تدوینگر: امین اصلانی
- تهیه‌کننده: فروغ کاخ‌ساز
- دستیار تهیه‌کننده: آذر مبارکی[۴]
- محصول: گروه فیلم و سریال شبکه ۱ سیمای جمهوری اسلامی ایران
- سال تولید: ۱۳۷۵
- سال پخش: ۱۳۷۸